# Mitsubishi 1MT
Mitsubishi 1MT (яп. 十年式艦上雷撃機) — серійний палубний бомбардувальник-торпедоносець Імперського флоту Японії 20-х років 20 століття.

## Історія створення
На початку 1920-х років Імперський флот Японії почав розвивати свою програму побудови авіаносного флоту. Розробка палубних літаків була доручена фірмі Mitsubishi. Керівництво фірми запросило на свій новий авіабудівний завод групу з семи конструкторів фірми «Sopwith» під керівництвом провідного інженера Герберта Сміта (англ. Herbert Smith). Конструкторам була поставлена задача розробки всієї номенклатури літаків для розміщення на авіаносцях: винищувач, торпедоносець, розвідник.
Розвідник Mitsubishi 2MR та винищувач Mitsubishi 1MF вийшли вдалими машинами, які тривалий час були на озброєнні. Проте третій тип літака, бомбардувальник-торпедоносець Mitsubishi 1MT не зміг повторити цього успіху. Бачачи успіх попередніх проектів Сміта, керівництво флоту форсувало роботи з розробки бомбардувальника-торпедоносця. Перший прототип був завершений у серпні 1922 року. Щоб літак міг нести 800-кг торпеду, Сміт використав схему триплана, яка прекрасно зарекомендувала себе під час Першої світової війни. Літак, оснащений 12-циліндровим двигуном водяного охолодження Napier Lion, показав чудову маневреність.
Загалом, літак був розроблений швидко та задовольняв вимогам технічного завдання і незабаром був прийнятий на озброєння під назвою «Палубний торпедоносець флотський Тип 10». Проте використана схема триплана виявилась занадто громіздкою для розміщення на авіаносці. Після побудови 20 машин флот відмовився від Mitsubishi 1MT, прийнявши замість нього Mitsubishi B1M.
Незважаючи на чудову маневреність, Mitsubishi 1MT був би беззахисним перед ворожими винищувачами, тому що не мав ніякого захисного озброєння та вимагав винищувального прикриття.

## Тактико-технічні характеристики (1MT)

### Технічні характеристики
- Екіпаж: 1 чоловік
- Довжина: 9,78 м
- Розмах крил: 13,26 м
- Площа крил: 43,00 м²
- Маса порожнього: 1 370 кг
- Маса спорядженого: 2 500 кг
- Двигуни: Napier Lion
- Потужність: 450 к. с.

### Льотні характеристики
- Максимальна швидкість: 209 км/г

### Озброєння
- 1 х 457-мм 800-кг торпеда